# جون هيلمر (مدون)
جون هيلمر من مواليد 1946، مدون وصحفي أسترالي-أمريكي، مستقر في موسكو، عرف بالتحقيقات الصحفية المثيرة للجدل في قطاع الأعمال الروسي.
في مقابلة مع مجلة نوريلسك نيكل الروسية (بالإنجليزية:MMC Norilsk Nickel)، يوضح جون هيلمر عمل موظف لدى مكتب رئيس الوزراء الأسترالي في بدايات 1970. ثم عمل مدير مكتب الرئيس الأمركي جيمي كارتر، قبل أن يصبح المستشار الخاص لرئيس وزراء اليونان أندرياس باباندريو في سنة 1980.

## وصلات خارجية
- Kyiv Post